# Brue-Auriac
Brue-Auriac település Franciaországban, Var megyében. Lakosainak száma 1456 fő (2022. január 1.). Brue-Auriac Barjols, Bras, Châteauvert, Saint-Martin-de-Pallières, Saint-Maximin-la-Sainte-Baume és Seillons-Source-d’Argens községekkel határos.

## Népesség
A település népességének változása:
| Lakosok száma | 1256 | 1322 | 1367 | 1376 | 1397 | 1419 | 1440 | 1436 | 1456 |
|               | 2013 | 2015 | 2016 | 2017 | 2018 | 2019 | 2020 | 2021 | 2022 |